# S3 Graphics
S3 Graphics é uma empresa que projeta processadores gráficos para PCs. Foi fundada como S3 em janeiro de 1989 por Dado Banatao e Ronald Yara. Abriu seu capital na Nasdaq em 5 de março de 1993.
Em 6 de julho de 2011, foi anunciado que a HTC Corporation compraria a participação da VIA Technologies na S3 Graphics, tornando-se assim a dona da S3 Graphics.

## S3 Graphics
Após lucrativos anos como uma empresa independente, passou por uma fase difícil com a transição da indústria para aceleradores gráficos 3D. A S3 se transformou em uma empresa de dispositivos eletrônicos domésticos e vendeu sua divisão de processadores gráficos para uma joint venture com a VIA Technologies por 323 milhões de dólares. A joint venture, S3 Graphics, continuou desenvolvendo e vendendo chipsets gráficos baseados nas tecnologias desenvolvidas pela S3. Tornou-se uma das empresas da VIA.

## SONICblue
A quantia recebida da VIA Technologies, junto com investimentos da fabricante de microprocessadores taiwanesa UMC, possibilitou à S3 continuar no mercado. Em 15 de novembro a S3 mudou seu nome para SONICblue e seu símbolo Nasdaq para SBLU. O novo modelo de negócios priorizou os dispositivos de acesso à informação e mídia digital, entre as marcas criadas estão ReplayTV, Rio (o primeiro aparelho portátil de MP3) e GoVideo.
Em 21 de março de 2003, a SONICblue foi declarada falida.